# ارنی برندتس
ارنی برندتس (هلندی: Ernie Brandts؛ زادهٔ ۳ فوریهٔ ۱۹۵۶) یک بازیکن فوتبال اهل هلند است.

## باشگاهی
از باشگاه‌هایی که در آن بازی کرده‌است می‌توان به دی گرافشاپ، ام‌وی‌وی ماستریخت، پی‌اس‌وی آیندهوون، و باشگاه فوتبال رودا جی‌سی کرکراد اشاره کرد.

## تیم ملی
وی همچنین در تیم ملی فوتبال هلند بازی کرده است.